# Grewia ferruginea
Grewia ferruginea är en malvaväxtart som beskrevs av Ferdinand von Hochstetter. Grewia ferruginea ingår i släktet Grewia och familjen malvaväxter. Inga underarter finns listade i Catalogue of Life.